# Liste der Bodendenkmäler in Iffeldorf
Auf dieser Seite sind die Bodendenkmäler in der oberbayerischen Gemeinde Iffeldorf zusammengestellt. Diese Tabelle ist eine Teilliste der Liste der Bodendenkmäler in Bayern. Grundlage ist die Bayerische Denkmalliste, die auf Basis des Bayerischen Denkmalschutzgesetzes vom 1. Oktober 1973 erstmals erstellt wurde und seither durch das Bayerische Landesamt für Denkmalpflege geführt wird. Die folgenden Angaben ersetzen nicht die rechtsverbindliche Auskunft der Denkmalschutzbehörde.

## Bodendenkmäler in Iffeldorf
| Lage                         | Objekt | Akten-Nr.     | Bild           |
| ---------------------------- | --- | ------------- | -------------- |
| Hofmark 5–7 (Standort)       | Burgstall des hohen und späten Mittelalters. | D-1-8233-0103 |                |
| St.-Vitus-Platz 4 (Standort) | Untertägige spätmittelalterliche und frühneuzeitliche Befunde im Bereich der katholischen Pfarrkirche St. Vitus in Iffeldorf und ihres Vorgängerbaus. | D-1-8233-0133 | weitere Bilder |
| Heuwinklstraße 58 (Standort) | Untertägige frühneuzeitliche Befunde im Bereich der katholischen Wallfahrtskapelle St. Maria in Heuwinkl und ihres Vorgängerbaus.                     | D-1-8233-0135 | weitere Bilder |
| Brandlerbichel (Standort)    | Grabhügel vorgeschichtlicher Zeitstellung. | D-1-8233-0136 |                |